# Ambrosius Franziskus von Spee

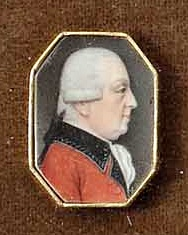
Ambrosius Franziskus von Spee

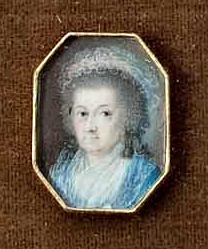
Die Gattin Anna Elisabeth von Spee geb. von Hillesheim (1725–1798)

Ambrosius Franziskus von Spee (* 30. Oktober 1730 in Düsseldorf; † 1. September 1791 ebenda) war ein Adliger aus dem Geschlecht der Grafen von Spee und stand im Dienst des Herzogtums Jülich-Berg, der Kurpfalz bzw. Kurpfalz-Bayerns.

## Abstammung und Familie
Er entstammte der rheinischen Adelsfamilie von Spee und wurde geboren als Sohn des kurpfälzischen Generalleutnants Freiherr Degenhard Bertram von Spee (1681–1736) und seiner Gattin Elisabeth Amalie von der Gracht zu Wangen (1694–1761).
1756 heiratete er in Mannheim Anna Elisabeth Augusta von Hillesheim (1725–1798), eine Tochter des pfälzischen Ministers Franz Wilhelm Caspar von Hillesheim (1673–1748).
Eines ihrer Kinder war Carl-Wilhelm von Spee (1758–1810), der die Tochter des kurpfälzischen bzw. bayerischen Finanzministers Franz Karl Joseph Anton von Hompesch zu Bolheim ehelichte. Sie wurden die Urgroßeltern des in der neueren deutschen Geschichte bekannt gewordenen Admirals Graf Maximilian von Spee, der 1914 mit seinen beiden Söhnen im Seegefecht bei den Falklandinseln umkam.

## Leben
Ambrosius Franziskus von Spee wurde 1739, im Alter von neun Jahren, von Kaiser Karl VI., in den Reichsgrafenstand erhoben. Er trat in die Dienste des zur Kurpfalz gehörenden Herzogtums Jülich-Berg, die beide 1777 im Staat Kurpfalz-Bayern aufgingen.
Hier bekleidete der Adlige die Ämter eines Geheimen Rates, eines Kammerherren (ab 1752) und eines jülich-bergischen Hofkammervizepräsidenten. Außerdem amtierte er als Oberamtmann zu Kaster und Jüchen.
Graf von Spee war Ritter des Ordens vom Pfälzer Löwen.
Er hatte seinen Sitz auf Schloss Heltorf und besaß sieben weitere Rittergüter; seine Frau bzw. sein Sohn Carl-Wilhelm erbten die Besitztümer der 1785 im Mannesstamm erloschenen Adelsfamilie von Hillesheim, insbesondere Schloss Ahrenthal.